# Glamsbjerg
Glamsbjerg – miasto w Danii, w regionie Dania Południowa, w gminie Assens, na wyspie Fionia.